# Высшая лига КВН 2005
Сезон Высшей лиги КВН 2005 года — 19-й сезон с возрождения телевизионного КВН в 1986 году.
В сезон планировали вновь пригласить 15 команд, и одно из мест заранее забронировали за чемпионом Высшей украинской лиги, финал которой АМиК был вынужден провести в январе на сочинском фестивале, а не в декабре в Киеве, в связи с «Оранжевой революцией». Фаворитом финала считалась команда «Дизель», уже игравшая в Высшей лиге в 2003 году, но чемпионом стала одесская «Новая реальность». Было решено взять в Высшую лигу обе команды, и пригласить, таким образом, в сезон 16 команд. В третьей 1/8-й финала должны были играть шесть команд, но все они были предупреждены, что одна из них может быть снята с игры, если их подготовку редакторы посчитают недостаточной. В итоге, с игры была снята команда «Левый берег», и отправлена в Премьер-лигу.
Среди прочих участников сезона оказались три популярные команды, пропустившие сезон, однако ни для одной из них возвращение не было удачным. Сборной Владивостока опять понадобилось СМС-голосование, чтобы пройти в четвертьфинал, где они проиграли. Сборная Санкт-Петербурга легко выиграла первую игру, но в четвертьфинале сыграла слабо, и с трудом прошла в полуфинал, где проиграла соперникам 0,1 балла и впервые не смогла пройти в финал Высшей лиги. Минчане из команды «ЧП» пропустили сезон, и вернулись в Высшую лигу, представив новый, более театральный стиль. После побед на трёх этапах сезона, к финалу, в котором впервые играли четыре команды, они подошли в качестве фаворитов, но в итоге заняли последнее место, уступив вице-чемпионство «Четырём татарам» и чемпионство двум командам, разделившим первое место. Ими стали «Нарты из Абхазии», которые в сезоне 2004 вылетели уже после первой игры, и столичный «Мегаполис», игравший свой первый сезон в Высшей лиге.
Сборная Владивостока сыграла в 2005 году свой пятый сезон, став третьей командой, после «Уральских пельменей» и первого состава БГУ, с пятью сезонами в Высшей лиге КВН.

## Состав
В сезон Высшей лиги 2005 были приглашены шестнадцать команд, но перед третьей игрой была снята с дистанции команда «Левый берег» из города Красноярска — она была отправлена в Премьер-лигу. Таким образом в сезоне осталось пятнадцать команд:
1. Новая реальность (Одесса) — чемпионы Высшей украинской лиги
2. РосНоУ (Москва) — финалисты Премьер-лиги
3. Мегаполис (Москва) — чемпионы Премьер-лиги
4. МаксимуМ (Томск) — чемпионы Премьер-лиги
5. Каzахи (Астана) — сборная Казахстана, выступали под названием «Астана.kz»
6. Нарты из Абхазии (Сухум) — второй сезон в Высшей лиге, четвертьфиналисты Премьер-лиги
7. Регион-13 (Саранск) — второй сезон в Высшей лиге, финалисты Премьер-лиги
8. Дизель (Николаев) — второй сезон в Высшей лиге, финалисты Высшей украинской лиги
9. Добрянка (Добрянка) — третий сезон в Высшей лиге, первый под названием «Добрянка»
10. Сборная Владивостока (Владивосток) — пятый сезон в Высшей лиге
11. Четыре татарина (Казань) — второй сезон в Высшей лиге
12. Лица Уральской НАциональности (Челябинск) — второй сезон в Высшей лиге
13. ЧП (Минск) — третий сезон в Высшей лиге
14. Незолотая молодёжь (Москва) — третий сезон в Высшей лиге
15. Сборная Санкт-Петербурга (Санкт-Петербург) — третий сезон в Высшей лиге

Чемпионами сезона, впервые в XXI веке, стали две команды КВН: «Нарты из Абхазии» и «Мегаполис».

## Игры

### ⅛ финала
Первая ⅛ финала
- Дата игры: 26 февраля
- Тема игры: Маленькое открытие
- Команды: МаксимуМ (Томск), Мегаполис (Москва), Астана.kz (Астана), Регион-13 (Саранск), ЧП (Минск)
- Жюри: Василий Уткин, Леонид Ярмольник, Мария Голубкина, Сергей Шолохов, Юлий Гусман
- Конкурсы: Приветствие, БРИЗ, Музыкальный конкурс

| Команда   | Приветствие | БРИЗ | общий | Муз. конкурс | Итого |
| --------- | ----------- | ---- | ----- | ------------ | ----- |
| ЧП        | 5           | 3,8  | 8,8   | 5            | 13,8  |
| Регион-13 | 4,6         | 3,2  | 7,8   | 4,2          | 12    |
| МаксимуМ  | 4,2         | 3,4  | 7,6   | 4,2          | 11,8  |
| Астана.kz | 4,8         | 3,4  | 8,2   | 5            | 13,2  |
| Мегаполис | 5           | 4    | 9     | 4,8          | 13,8  |

Результат игры:
1. ЧП; Мегаполис
2. Астана.kz
3. Регион-13
4. МаксимуМ

- На этой игре команда «Регион-13» выпустила в зал живых бабочек, которые всю игру летали по залу.
- Команда «ЧП» на этой игре показала музыкальный конкурс «Ассоль», а команда «Мегаполис» — «конкурс идиотской песни в Торжке».
- В этой игре встретились три чемпиона Премьер-лиги.
- Это была первая игра команды «ЧП» в Высшей лиге, в которой не участвовали «Утомлённые солнцем».

Вторая ⅛ финала
- Дата игры: 3 марта
- Тема игры: Маленькое открытие
- Команды: РосНоУ (Москва), Дизель (Николаев), Добрянка (Добрянка), Лица Уральской НАциональности (Челябинск), Сборная Санкт-Петербурга (Санкт-Петербург)
- Жюри: Василий Уткин, Андрей Макаревич, Леонид Ярмольник, Константин Эрнст, Игорь Верник, Мария Голубкина, Юлий Гусман
- Конкурсы: Приветствие, БРИЗ, Музыкальный конкурс

| Команда               | Приветствие | БРИЗ | общий | Муз. конкурс | Итого |
| --------------------- | ----------- | ---- | ----- | ------------ | ----- |
| Сборная С.-Петербурга | 5           | 4    | 9     | 4,9          | 13,9  |
| ЛУНа                  | 4,4         | 3,9  | 8,3   | 4,9          | 13,2  |
| Добрянка              | 4,1         | 3    | 7,1   | 4,4          | 11,5  |
| РосНоУ                | 3,9         | 3,6  | 7,5   | 3,7          | 11,2  |
| Дизель                | 3,7         | 3    | 6,7   | 3,9          | 10,6  |

Результат игры:
1. Сборная Санкт-Петербурга
2. Лица Уральской НАциональности
3. Добрянка
4. РосНоУ
5. Дизель

- На этой игре команда РосНоУ прочитала БРИЗ о корпоративе компании «Сибирский Газ» и обычном дне сварщика Скворцова.
- Сборная Санкт-Петербурга на этой игре показала музыкальный конкурс «Убийство в английском стиле».
- На этой игре команда «ЛУНа» показала БРИЗ «топ-хит-лист альбомов лучших отечественных исполнителей».

Третья ⅛ финала
- Дата игры: 12 марта
- Тема игры: Маленькое открытие
- Команды: Новая реальность (Одесса), Нарты из Абхазии (Сухум), Незолотая молодёжь (Москва), Четыре татарина (Казань), Сборная Владивостока (Владивосток)
- Жюри: Василий Уткин, Гоша Куценко, Леонид Ярмольник, Мария Голубкина, Игорь Верник, Юлий Гусман
- Конкурсы: Приветствие, БРИЗ, Музыкальный Конкурс

| Команда              | Приветствие | БРИЗ | общий | Муз. конкурс | Итого |
| -------------------- | ----------- | ---- | ----- | ------------ | ----- |
| Незолотая молодёжь   | 4           | 3,7  | 7,7   | 4,2          | 11,9  |
| Сборная Владивостока | 4,2         | 3,2  | 7,4   | 4            | 11,4  |
| Новая реальность     | 4,2         | 3,3  | 7,5   | 4,2          | 11,7  |
| Четыре татарина      | 4,8         | 3,8  | 8,6   | 4,7          | 13,3  |
| Нарты из Абхазии     | 5           | 3,8  | 8,8   | 5            | 13,8  |

Результат игры:
1. Нарты из Абхазии
2. Четыре татарина
3. Незолотая молодёжь
4. Новая реальность
5. Сборная Владивостока

- На этой игре в музыкальном конкурсе «Нарты из Абхазии» показали номер «Некультурная революция», а команда «Четыре татарина» номер «попытки убийства Цезаря».
- «Незолотая молодёжь» на этой игре появилась в новом составе. Из прежнего состава остались только капитан Алексей Ляпичев, фронтвумен Диана Тевосова и певец Мгер Месропян.

СМС-голосованием дополнительно в четвертьфинал взята команда Сборная Владивостока (3-я игра).

### Четвертьфиналы
Первый четвертьфинал
- Дата игры: 13 мая
- Тема игры: Важное открытие
- Команды: Лица Уральской НАциональности (Челябинск), Незолотая молодёжь (Москва), Добрянка (Добрянка), Мегаполис (Москва), Нарты из Абхазии (Сухум)
- Жюри: Александр Абдулов, Леонид Ярмольник, Константин Эрнст, Игорь Верник, Юлий Гусман
- Конкурсы: Приветствие, Разминка, Музыкальное домашнее задание

| Команда            | Приветствие | Разминка | общий | МДЗ | Итого |
| ------------------ | ----------- | -------- | ----- | --- | ----- |
| ЛУНа               | 4,8         | 4,6      | 9,4   | 5,8 | 15,2  |
| Незолотая молодёжь | 3,8         | 4        | 7,8   | 4,6 | 12,4  |
| Добрянка           | 4           | 3,8      | 7,8   | 5,2 | 13    |
| Мегаполис          | 4,6         | 5,2      | 9,8   | 6   | 15,8  |
| Нарты из Абхазии   | 5           | 5,6      | 10,6  | 6   | 16,6  |

Результат игры:
1. Нарты из Абхазии
2. Мегаполис
3. Лица Уральской НАциональности
4. Добрянка
5. Незолотая молодёжь

- В конкурсе приветствие команды «Незолотая молодёжь» на сцену вышел участник группы «Иванушки International» Андрей Григорьев-Апполонов.
- На этой игре за команду «Мегаполис» начал играть Денис Ртищев, перешедший в эту команду после распада команды РосНоУ (проигравшей в 1/8-й финала).
- За «Незолотую молодёжь» на этой игре выступал капитан команды «Обычные люди» Дмитрий Шпеньков.
- На этой игре были показаны домашние задания «Доброе утро, Абхазия» («Нарты»), «На дне… рождения Натальи Андреевны» («Мегаполис»), и «Фанфан-тюльпан» («ЛУНа»).

Второй четвертьфинал
- Дата игры: 18 мая
- Тема игры: Важное открытие
- Команды: ЧП (Минск), Четыре татарина (Казань), Сборная Санкт-Петербурга (Санкт-Петербург), Астана.kz (Астана), Сборная Владивостока (Владивосток)
- Жюри: Александр Абдулов, Леонид Ярмольник, Андрей Макаревич, Игорь Верник, Юлий Гусман
- Конкурсы: Приветствие, Разминка, Музыкальное домашнее задание

| Команда               | Приветствие | Разминка | общий | МДЗ | Итого |
| --------------------- | ----------- | -------- | ----- | --- | ----- |
| Астана.kz             | 4,2         | 4        | 8,2   | 4,8 | 13    |
| Сборная С.-Петербурга | 4,2         | 4,8      | 9     | 4,4 | 13,4  |
| Четыре татарина       | 4,2         | 4,6      | 8,8   | 5,8 | 14,6  |
| Сборная Владивостока  | 4           | 4        | 8     | 4,4 | 12,4  |
| ЧП                    | 5           | 5,8      | 10,8  | 6   | 16,8  |

Результат игры:
1. ЧП
2. Четыре татарина
3. Сборная Санкт-Петербурга
4. Астана.kz
5. Сборная Владивостока

- На разминке этой игры вопросы задавали не только команды, но и члены жюри, а также сидящие в первом ряду актёры Сергей Шакуров и Андрей Панин.
- Команда «ЧП» на этой игре показала музыкальное домашнее задание про театр, в котором актёры вынуждены разгружать грузовик с досками во время спектакля «Ромео и Джульетта».

### Полуфиналы
Первый полуфинал
- Дата игры: 18 октября
- Тема игры: Непредсказуемое открытие
- Команды: Сборная Санкт-Петербурга (Санкт-Петербург), Четыре татарина (Казань), Нарты из Абхазии (Сухум)
- Жюри: Александр Абдулов, Леонид Ярмольник, Андрей Макаревич, Константин Эрнст, Андрей Панин, Юлий Гусман
- Конкурсы: Приветствие («Начинаем удивлять»), Разминка («Нежданно-негаданно»), СТЭМ («Тройная интрига»), Музыкальный конкурс («Не повторяется такое никогда»)

| Команда               | Приветствие | Разминка | общий | СТЭМ | общий | Муз. конкурс | Итого |
| --------------------- | ----------- | -------- | ----- | ---- | ----- | ------------ | ----- |
| Сборная С.-Петербурга | 4,7         | 5        | 9,7   | 3,7  | 13,4  | 4,5          | 17,9  |
| Нарты из Абхазии      | 4,5         | 4        | 8,5   | 3,8  | 12,3  | 5,7          | 18    |
| Четыре татарина       | 4,7         | 4,3      | 9     | 4    | 13    | 5            | 18    |

Результат игры:
1. Четыре татарина; Нарты из Абхазии
2. Сборная Санкт-Петербурга

- После того, как в финал из этой игры прошли две команды, было решено, что со второго полуфинала тоже пройдут две команды.

Второй полуфинал
- Дата игры: 24 октября
- Тема игры: Непредсказуемое открытие
- Команды: ЧП (Минск), Лица Уральской НАциональности (Челябинск), Мегаполис (Москва)
- Жюри: Александр Абдулов, Геннадий Хазанов, Леонид Ярмольник, Константин Эрнст, Андрей Макаревич, Юлий Гусман
- Конкурсы: Приветствие («Начинаем удивлять»), Разминка («Нежданно-негаданно»), СТЭМ («Тройная интрига»), Музыкальный конкурс («Не повторяется такое никогда»)

| Команда   | Приветствие | Разминка | общий | СТЭМ | общий | Муз. конкурс | Итого |
| --------- | ----------- | -------- | ----- | ---- | ----- | ------------ | ----- |
| ЛУНа      | 4,2         | 4,7      | 8,9   | 3,3  | 12,2  | 6            | 18,2  |
| ЧП        | 4,8         | 5,7      | 10,5  | 4    | 14,5  | 6            | 20,5  |
| Мегаполис | 5           | 4,7      | 9,7   | 3,5  | 13,2  | 5,2          | 18,4  |

Результат игры:
1. ЧП
2. Мегаполис
3. Лица Уральской НАциональности

- На этой игре командой «ЧП» были показаны СТЭМ про Женю в трёх возрастах, и музыкальный конкурс про влюблённого хулигана.
- На разминке произошла непонятная ситуация, когда Александр Абдулов задал тот же самый вопрос, что до него задал Гусман. Команда «ЧП» прокомментировала это словами «жюри зависло».
- Команда «ЛУНа» на этой игре музыкальный конкурс по мотивам пьесы «Бесприданница» и фильма «Жестокий романс».
- В приветствии команда «ЛУНа» показала видеоролик, в котором снялись Лолита Милявская, Михаил Боярский, Андрей Малахов, Александр Розенбаум и Никас Сафронов.
- На этой игре команда «Мегаполис» показала СТЭМ про «Цацкопецкий лицей».

### Финал
- Дата игры: 15 декабря
- Тема игры: Главное открытие
- Команды: Четыре татарина (Казань), ЧП (Минск), Мегаполис (Москва), Нарты из Абхазии (Сухум)
- Жюри: Александр Абдулов, Геннадий Хазанов, Леонид Ярмольник, Константин Эрнст, Андрей Макаревич, Юлий Гусман
- Конкурсы: Приветствие («Новогоднее Приветствие команды КВН…»), Разминка («Главный Конкурс»), БРИЗ («Письмо Деду Морозу»), Музыкальный конкурс («Ирония игры, или с Новым годом!»)

| Команда          | Приветствие | Разминка | общий | БРИЗ | общий | Муз. конкурс | Итого |
| ---------------- | ----------- | -------- | ----- | ---- | ----- | ------------ | ----- |
| Четыре татарина  | 4,8         | 4,2      | 9     | 3,7  | 12,7  | 4,7          | 17,4  |
| ЧП               | 4,2         | 5,3      | 9,5   | 3    | 12,5  | 4,5          | 17    |
| Мегаполис        | 4,7         | 5,8      | 10,5  | 3,7  | 14,2  | 6            | 20,2  |
| Нарты из Абхазии | 5           | 5,2      | 10,2  | 4    | 14,2  | 6            | 20,2  |

Результат игры:
1. Нарты из Абхазии; Мегаполис
2. Четыре татарина
3. ЧП

«Нарты из Абхазии» и «Мегаполис» стали чемпионами Высшей лиги сезона 2005.
- На финале 2005 впервые две команды стали чемпионами, получив одинаковое количество баллов. В финалах 1995 и 1997 жюри организовало ничью после совещаний, в 1992 году чемпионы были определены без финала, а в 2018 двойное чемпионство произошло путём «добора» команды со второго места. Второй случай математической ничьей произошёл в 2020 году.
- «Нарты из Абхазии» заняли первое место во всех играх сезона. Следующей командой, которой это удалось стала «Сборная Камызякского края» десять лет спустя.
- Все команды были в финале первый и единственный раз. Предыдущим таким финалом был финал сезона 1998, где играл первый состав команды «Четыре татарина».
- «Нарты из Абхазии» на этой игре сочинили стихотворение используя фразы, которые говорил на предыдущих играх Александр Васильевич Масляков.
- Команда «Мегаполис» показала на этой игре свою «Гусарскую балладу».
- На этой игре «Нарты из Абхазии» показали домашнее задание про абхазский вариант передачи «Здоровье».
- Разминка на этот раз состояла из двух частей — первая проходила с полными составами команд, а вторая была капитанской. Участвовали капитаны: Теймураз Тания («Нарты»), Екатерина Скулкина («Четыре татарина»), Денис Привалов («Мегаполис») и Дмитрий Танкович («ЧП»).
- «Нарты из Абхазии» и «Мегаполис» стали первыми выпускниками Премьер-лиги, ставшими чемпионами Высшей лиги. «Мегаполис» стали первой командой, выигравшей обе главные лиги КВН[2].
- В конце игры Константин Эрнст попросил чемпионов продолжить играть, эту просьбу поддержал Масляков, сказав, что обе команды приглашены в сезон 2006, однако в итоге ни «Нарты из Абхазии» ни «Мегаполис» не вернулись в Высшую лигу.
- «Мегаполис» — один из четырёх чемпионов, сыгравших в Высшей лиге только один сезон (наряду с ХВВАИУ в 1989-м, а также Сборной Пермского края и «Неуждержимым Джо» в 2021-м).

## Члены жюри
В сезоне 2005 игры Высшей лиги КВН судили 12 человек.
8 игр
- Юлий Гусман
- Леонид Ярмольник

5 игр
- Александр Абдулов
- Андрей Макаревич
- Константин Эрнст

4 игры
- Игорь Верник

3 игры
- Мария Голубкина
- Василий Уткин

2 игры
- Геннадий Хазанов

1 игра
- Гоша Куценко
- Андрей Панин
- Сергей Шолохов

## Видео
- Первая 1/8 финала
- Вторая 1/8 финала
- Третья 1/8 финала
- Первый четвертьфинал
- Второй четвертьфинал
- Первый полуфинал
- Второй полуфинал
- Финал